# Henriette Akofa
Henriette Akofa Siliadin (née à Sokodé en 1979) est une autrice togolaise, connue surtout pour avoir été victime d'esclavage moderne en France dans les années 1990.

## Biographie

### Enfance et études
Henriette Akofa Siliadin est née  à Sokodé  dans la région centrale du Togo en 1979 et grandit dans une famille aisée, à Sokodé puis à Lomé,. Son père a plusieurs épouses et maîtresses et de nombreux enfants. Coup sur coup, un frère et une sœur d'Akofa meurent et son père arrête temporairement de travailler, ce qui rend les conditions de vie plus difficiles. Une Française, sœur d'une maîtresse de son père,, lui propose d'aller vivre à Paris, proposition qu'elle accepte dans l'espoir d'avoir accès à une bonne éducation et parce qu'elle pense que la mort de ses aînés est un mauvais présage si elle reste dans la famille. La proposition d'origine est donc qu'Akofa fournisse quelques menus travaux domestiques en échange de la vie dans sa famille d'accueil, éducation incluse.

### Vie de domestique à Paris
Elle arrive à Paris en janvier 1994, à l'âge de 15 ans, en 1994,. Quand elle arrive dans le pays, ses accompagnateurs lui confisquent son passeport et la font travailler comme domestique, sans heures ni jours de repos et sans rémunération, pendant plus de quatre ans. Elle dort sur le sol dans une pièce nue où dorment deux autres personnes, une domestique et une nièce de la famille ; la domestique lui dit être arrivée en France à quatre ans, ne savoir ni lire ni écrire, et avoir aujourd'hui 22 ans. Lorsqu'elle téléphone son père, elle est surprise par la propriétaire, qui fait croire à son père qu'il s'agit d'une bête révolte adolescente, et il ne la prend pas au sérieux.
Après neuf mois, elle est transférée à une autre famille, avec un homme français PDG d'une grande entreprise et sa femme mauritanienne. Elle n'a pas accès à l'eau chaude et ne mange que des restes. Deux ans plus tard, elle part dans une troisième famille. Cette famille lui donne 2500 francs par mois et le droit de sortir du domicile, mais elle n'a aucune éducation et pas de papiers d'identité, ce qui ne lui permet pas de faire grand-chose. Elle contacte un oncle, qui vient la chercher, mais ne la croit pas et la ramène à ses propriétaires.
Les autorités interviennent après un signalement d'une voisine danoise à qui elle s'est confiée ; une fois libérée, Akofa passe six mois en convalescence à l'hôpital. Elle est accompagnée par le Comité contre l'esclavage moderne. Des procédures judiciaires ont ainsi pu être engagées contre ses accompagnateurs : en première instance, le deuxième couple qui l'a fait travailler est condamné à un an de prison dont sept mois avec sursis et à 30 000 euros d'amende, mais relaxé en appel. La Cour d'appel de Versailles, par un arrêt du 15 mai 2003 après renvoi de la Cour de cassation, estima que les époux étaient coupables d'avoir fait travailler Henriette Siliadin, sans la rémunérer, mais écarta la violation du droit à la dignité humaine. Par ailleurs, le Conseil de prud'hommes de Paris lui octroie 31 238 euros de rappels de salaire en 2003. 
En 2003, Afoka réussit le concours d'entrée d'une école d'aides-soignantes et devient auxiliaire en gériatrie. 

### Procédure devant la Cour européenne des droits de l'homme
Akofa dépose une requête en 2005 auprès de la Cour européenne des droits de l'homme, invoquant l'absence de protection suffisante de la part de l'État français. En effet, aucune loi ne criminalise à l'époque l'esclavage moderne ou la servitude domestique en France, ce qui n'entrainait pas une dissuasion suffisante pour les esclavagistes modernes. La Cour reconnait ainsi dans son arrêt du 26 juillet 2005 la violation de l'article 4 de la Convention européenne des droits de l'homme, relatif à l'interdiction de l'esclavage et du travail forcé, par la France. Après cette affaire, une loi interdisant la traite des êtres humains est passée et l'esclavage moderne est criminalisé en 2007. En 2008, la France signe la Convention du Conseil de l'Europe sur la lutte contre la traite des êtres humains.

## Postérité
Akofa rédige avec son avocat Olivier de Broca son autobiographie en trois tomes, Une esclave, parue en 2000 aux éditions Michel Lafon. Il s'agit du premier témoignage francophone d'une esclave domestique africaine.
En 2013, Sandrine Ray adapte son autobiographie en film documentaire sous le nom Une trop bruyante adolescente, portrait d'une esclave moderne.